# Список затонувших атомных подводных лодок

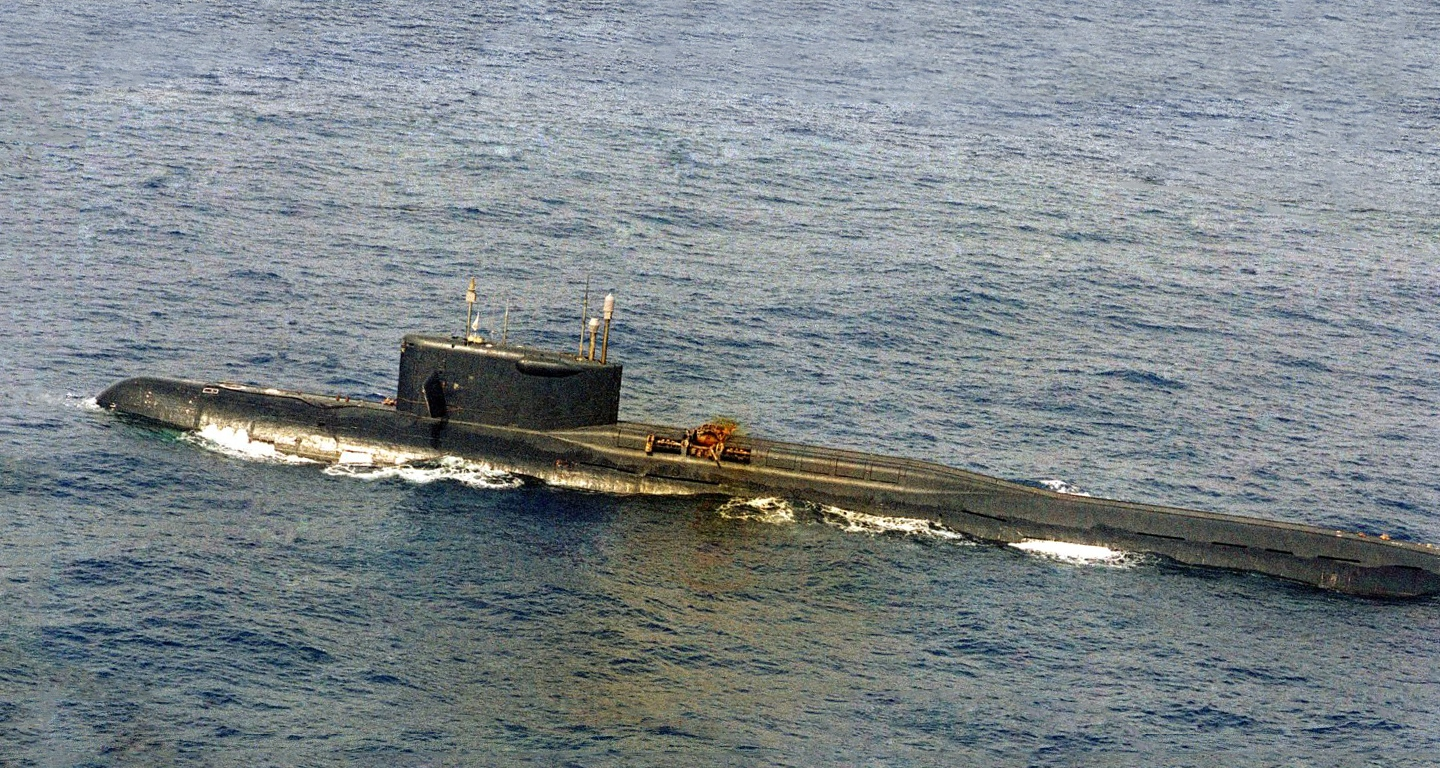
К-219 терпит крушение в Атлантическом океане.
3 октября 1986 года

В этом списке перечислены все затонувшие по тем или иным причинам атомные подводные лодки. Всего с 1955 по 2024 год затонуло 9 атомных субмарин: 5 советских, 2 российских, 2 американских. Все затопления произошли в результате различных аварий: четыре — из-за технических неисправностей, две — в результате пожаров, две — из-за проблем с вооружением, причина гибели одной лодки достоверно неизвестна. Проблемы с ядерной энергетической установкой наблюдались только в одном случае — на К-27, они не привели к гибели корабля, но в итоге стали причиной затопления с целью утилизации. К-429 поднята в 1984 году с глубины 39 метров, К-141 «Курск» поднят с глубины 108 метров без остатков разрушенного первого отсека, остальные 7 кораблей находятся на дне в разной степени сохранности. В список не входит погибшая дизель-электрическая подводная лодка К-129, имевшая на борту ядерное оружие. Кроме того, в список не включены случаи аварийных покладок атомных подводных лодок на дно в портах или после которых они самостоятельно всплывали.

## Список
По умолчанию список отсортирован по дате гибели. В поле «Характеристики» силуэты кораблей приведены в одном масштабе, указаны класс, название типа/проекта, подводное водоизмещение и штатная численность экипажа, сортировка осуществляется по водоизмещению. Сортировка положения производится по долготе. В качестве причины гибели указано событие, развитие или последствия которого привело к затоплению. В случаях наличия нескольких мнений о произошедшем указаны официальные версии.
Принятая цветовая маркировка списка:
| Причина гибели — авария в системах вооружения. |
| Причина гибели — техническая неисправность.    |
| Причина гибели — пожар.                        |

| Название               | Дата гибели                                              | Характеристики                            | Местоположение | Погибло (спаслось) | Причина гибели | Глубина затопления                          |
| ---------------------- | -------------------------------------------------------- | ----------------------------------------- | --- | ------------------ | --- | ------------------------------------------- |
| USS Thresher (SSN-593) | 10 апреля 1963 года                                      | ПЛАТ типа «Трешер» 4300 т, 112 человек    | В северной Атлантике, 220 миль к востоку от Бостона. 41°46′ с. ш. 65°03′ з. д.                                              | 129                | Нарушение целостности прочного корпуса, поступление воды в машинное отделение.                                                       | 2560 м                                      |
| USS Scorpion (SSN-589) | 22 мая 1968 года                                         | ПЛАТ типа «Скипджек» 3500 т, 99 человек   | В центральной Атлантике. 400 миль к SW от Азорских островов. 33°40′23″ с. ш. 32°35′06″ з. д. или 32°55′ с. ш. 33°09′ з. д., | 99                 | Причина гибели не установлена. Наиболее вероятное предположение — взрыв торпеды Mark 35.                                             | 3000 м                                      |
| К-8                    | 12 апреля 1970 года                                      | ПЛАТ проекта 627А 4750 т, 104 человека    | В Бискайском заливе, 490 км к NW от побережья Испании                                                                       | 52 (46)            | Короткое замыкание в третьем отсеке (в рубке гидроакустиков) и в седьмом отсеке.                                                     | 4680 м                                      |
| К-27                   | авария 24 мая 1968 года, затоплена 10 сентября 1981 года | ПЛАТ проекта 645ЖМТ 4370 т, 105 человек   | В Карском море, залив Степового. 72°31′27″ с. ш. 55°30′06″ в. д.                                                            | 9+0 (96)           | Закупорка первого контура теплоносителя реактора левого борта.                                                                       | затоплена на 33 м (по другим данным — 75 м) |
| К-429                  | 24 июня 1983 года                                        | ПЛАРК проекта 670 3580 т, 100 человек     | Бухта Саранная, у побережья Камчатки. 52°45′ с. ш. 158°31′ в. д.                                                            | 16 (104)           | Затопление 4-го и 5-го отсеков через незакрытую вентиляцию при пробном погружении.                                                   | 37 м                                        |
| К-219                  | 6 октября 1986 года                                      | ПЛАРБ проекта 667АУ 11 500 т, 119 человек | В центральной Атлантике. 31°25′ с. ш. 54°42′ з. д.                                                                          | 4 (115)            | Поступление забортной воды через неисправную крышку в ракетную шахту № 6, приведшее к разрушению ракеты в шахте.                     | 5500 м                                      |
| К-278 «Комсомолец»     | 7 апреля 1989 года                                       | ПЛАТ проекта 685 8500 т, 60 человек       | В Норвежском море. 73°43′17″ с. ш. 13°15′51″ в. д.                                                                          | 42 (27)            | Объёмный пожар в 7 отсеке. Причина возгорания не установлена.                                                                        | 1662 м                                      |
| К-141 «Курск»          | 12 августа 2000 года                                     | ПЛАРК проекта 949А 23 860 т, 130 человек  | В Баренцевом море. 69°40′ с. ш. 37°40′ в. д.                                                                                | 118                | Взрыв в первом отсеке. Официальная версия — «По технологической причине, связанной с практической торпедой калибра 650 миллиметров». | 108 м                                       |
| К-159                  | 30 августа 2003 года                                     | ПЛАТ проекта 627А 4750 т, 104 человека    | В Баренцевом море, около острова Кильдин, 69°22,64′ с. ш. 33°49,51′ в. д..                                                  | 9 (1)              | Потеря продольной остойчивости из-за отрыва носовых понтонов во время буксирования к месту утилизации.                               | 248 м (по другим данным — 170 м)            |

## Карты
| Thresher · (1963) Scorpion · (1968) К-8 · (1970) К-219 · (1986)Расположение мест затопления лодок в Атлантике · Точные координаты К-8 неизвестны, указаны приблизительно. | К-27 · (1981) К-141 «Курск» · (2000) К-159 (2003) К-278 «Комсомолец» · (1989)Расположение мест затопления лодок в Арктике | К-429 · (1983)Расположение мест затопления лодок на Дальнем Востоке |